# Patricia Ellis

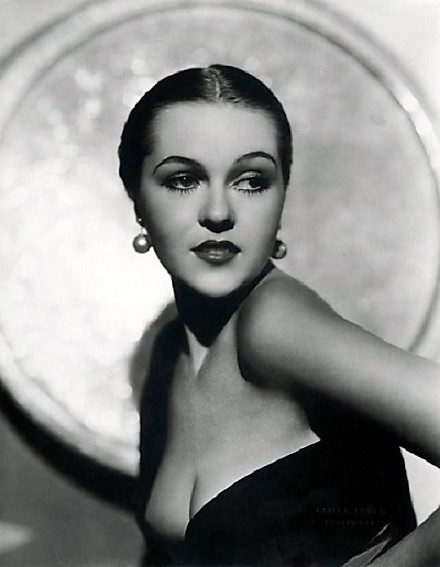
Patricia Ellis, 1930er-Jahre

Patricia Ellis (eigentlich Patricia Gene O’Brien; * 20. Mai 1918 in Birmingham, Michigan; † 26. März 1970 in Kansas City, Missouri) war eine US-amerikanische Schauspielerin und Sängerin. In den 1930er-Jahren wirkte sie in mehr als 40 Filmen mit.

## Leben
Patricia Ellis war das älteste von vier Kindern des Versicherungsvertreters Eugene Gladstone O’Brien und Florence Calkins. Nachdem sich ihre Eltern getrennt hatten und ihre Mutter den Theaterproduzenten Alexander Leftwich heiratete, nahm sie den Namen ihres Stiefvaters an und nannte sich fortan bis zu Beginn ihrer Karriere Patricia Leftwich. Durch ihren Stiefvater erlernte Patricia Tanz und Gesang sowie Französisch und Deutsch.
Nach Besuch der Brantwood Hall School und der Gardner School for Girls in New York begann Patricia Ellis eine Laufbahn als Theaterschauspielerin am New Yorker Riviera Theater. Dort wurde sie während einer Aufführung entdeckt und bei Warner Brothers unter Vertrag genommen. Ihren ersten kleinen Filmauftritt hatte Ellis im Kriminaldrama Three on a Match im Jahr 1932. Es folgte ein weiterer kleiner Filmauftritt in Central Park. Noch im selben Jahr wurde sie zu einem der WAMPAS Baby Stars gewählt, denen die besten Voraussichten für eine spätere Filmkarriere nachgesagt wurden.
1933 erhielt Ellis ihre erste größere Rolle im Liebesfilm Urlaub vom Thron. Insgesamt wirkte sie alleine im Jahr 1933 in acht Produktionen mit, darunter in der weiblichen Hauptrolle neben James Cagney im Drama Der Mann mit der Kamera. Eine wichtige Nebenrolle als Natalie Clinton Nordholm hatte Ellis zudem im selben Jahr in Mervyn LeRoys Drama The World Changes mit Paul Muni und Mary Astor.
In den folgenden Jahren war sie in mehreren Dutzend Filmen zu sehen, meistens Hauptrollen in Komödien, Kriminalfilmen und Dramen. 1938 ließ Ellis Filmkarriere langsam nach. Ihre letzte große Rolle hatte sie 1939 im Kriminalfilm Fugitive at Large, wo sie in der weiblichen Hauptrolle als Partnerin von Jack Holt zu sehen war. Anschließend beendete Ellis ihre Laufbahn als Schauspielerin mit nur 21 Jahren und widmete sich fortan der Musik.
1941 produzierte Patricia Ellis einen sogenannten Soundie, der vom Musikmagazin Billboard positiv aufgenommen wurde. Im selben Jahr trat sie mit dem Blue Barron Orchestra und dem Violinist Henny Youngman am Hamid’s Pier in Atlantic City auf und spielte eine Hauptrolle im Musical Louisiana Purchase am Broadway.
Nach ihrer Heirat mit dem Geschäftsmann George T. O’Maley 1941 und der Geburt einer gemeinsamen Tochter verließ Ellis das Rampenlicht endgültig und zog sich mit ihrer Familie nach Kansas City, wo sie am 26. März 1970 im Alter von 51 Jahren an den Folgen einer Krebserkrankung starb. Ellis wurde auf dem Elmwood Cemetery in Kansas City bestattet. Ihr Witwer O’Maley starb 30 Jahre später im Jahr 2000.

## Filmografie (Auswahl)
- 1932: Three on a Match
- 1932: Central Park
- 1933: Urlaub vom Thron (The King’s Vacation)
- 1933: Die 42. Straße (42nd Street)
- 1933: Elmer, the Great
- 1933: Der Mann mit der Kamera (Picture Snatcher)
- 1933: The Narrow Corner
- 1933: The World Changes
- 1933: Convention City
- 1934: Easy to Love
- 1934: The Circus Clown
- 1934: Big Hearted Herbert
- 1934: Ein schwerer Junge (The St. Louis Kid)
- 1935: While the Patient Slept
- 1935: Stranded
- 1935: Im Scheinwerferlicht (Bright Lights)
- 1935: The Case of the Lucky Legs
- 1935: A Night at the Ritz
- 1936: Freshman Love
- 1936: Snowed Under
- 1936: Postal Inspector
- 1937: Step Lively, Jeeves!
- 1937: Paradise for Two
- 1937: Melody for Two
- 1937: Rhythm in the Clouds
- 1938: Laurel und Hardy: Die Klotzköpfe (Blockheads)
- 1938: Romance on the Run
- 1939: Back Door to Heaven
- 1939: Fugitive at Large
- 1939: Der Zauberer von Oz (1939)